# Triamyxa
Triamyxa foi um gênero de besouro recém descoberto na Polônia. O inseto viveu no período Triássico e conviveu com dinossauros primitivos. Os pesquisadores suspeitam que os insetos sejam uma ramificação extinta de uma pequena subordem de besouros, conhecida como Myxophaga.

## Estilo de vida
O Besouro se alimentava de pequenos invertebrados como larvas, e como é demonstrado na descoberta, ele era caçado por  dinossauros primitivos, porque na época alguns dinossauros não tinham tamanho suficiente para caçar animais maiores. 

## Descoberta
Ele foi descoberto em coprólitos de um dinossauro primitivo que é chamado de Silesaurus. Não foram encontrados apenas um fóssil deste besouro, mais vários. 